# Себастиан фон Виндиш-Грец
Себастиан фон Виндиш-Грец (на немски: Sebastian von Windisch-Graetz; * 1517; † 1579) е от 1551 г. фрайхер, господар на Виндиш-Грец (днес Словен градец, Словения) в Австрия.

## Произход и титла
Той е големият син (от осем деца) на Зигфрид фон Виндиш-Грец († 1541) и съпругата му Афра Грасвайн († 1553), дъщеря на Вилхелм Грасвайн (* ок. 1459) и Афра Винклер (* ок. 1463). Внук е на господар Якоб фон Виндиш-Грец (1443 – 1516) и Мария Граднер фон Еглизау († сл. 1502), дъщеря на Георг фон Граднер (* ок. 1415).
Себастиан, заедно с брат му Якоб II (1524 – 1577) и техните братовчеди Еразмус II († 1573/1575) и Панкрац (1525 – 1591), са издигнати на 7 юли 1551 г. от крал (по-късният император) Фердинанд I на фрайхер.

## Фамилия
Първи брак: с Катарина фон Раубер († 1560). Те имат децата:
- Юдит, омъжена за Ханс Фридрих Хофман цу Грюнбюхел
- Ханс Кристоф
- Николаус, женен за фрайин Елеонора фон Кройчах, вдовица на един фон Велц
- Вероника
- Афра
- Зигфрид II, женен за фон Колониц, вдовица на граф фон Хоенберг

Втори брак: с Анна фон Щадел цу Лихтенег. Бракът е бездетен.
Трети брак: с Анна фон Вайтмозер. Бракът е бездетен.
Четвърти брак: с Анна Шрот фон Киндберг. Бракът е бездетен.